# Fancheng
Der Stadtbezirk Fancheng (樊城区; Pinyin: Fánchéng Qū) ist ein Stadtbezirk in der Provinz Hubei in Zentralchina, die zum Verwaltungsgebiet der bezirksfreien Stadt Xiangyang gehört. Er hat eine Fläche von 615 km² und zählt 912.200 Einwohner (Stand: Ende 2019).

## Administrative Gliederung
Auf Gemeindeebene setzt sich der Stadtbezirk aus zehn Straßenvierteln und drei Großgemeinden zusammen. 